# Paternoster (priimek)
Paternoster je priimek več znanih Slovencev:
- Katja Paternoster, vizualna umetnica
- Marjan Paternoster (*1952), fotograf in grafični oblikovalec
- Matevž Paternoster (*1979), fotograf in grafični oblikovalec
- Nataša Paternoster, zborovska pevka